# Macrozamia occidua
Macrozamia occidua — вид голонасінних рослин класу саговникоподібні (Cycadopsida).
Етимологія: лат. occidua — «із заходу», з посиланням на зростання в Національному парку Сандаўн (натякаючи на захід сонця на заході).

## Опис
Рослини без наземного стовбура, стовбур 10–20 см діаметром. Листків 1–5 в короні, від темно-зеленого до сіро-зеленого кольору, напівглянсові, завдовжки 40–75 см, з 80–120 листових фрагментів; хребет сильно спірально закручений, прямий; черешок 10–25 см завдовжки, прямий або загнутий назад, без шипів. Листові фрагменти прості; середні — завдовжки 60–200 мм, 4–10 мм завширшки. Пилкові шишки веретеновиді, 10–24 см завдовжки, 3,5–5 см діаметром. Насіннєві шишки яйцюваті, завдовжки 10–14 см, 5–8 см діаметром. Насіння яйцеподібне, 18–25 мм завдовжки, 15–22 мм завширшки; саркотеста червона.

## Поширення, екологія
Країни поширення: Австралія (Квінсленд). Записаний від 800 до 1000 м над рівнем моря. Цей вид росте у відкритих евкаліптових лісів в піщаному ґрунті.

## Загрози та охорона
Браконьєрство рослин є загрозою. Більшість рослин охороняються у Національному парку Сандаўн.